# Jocara
Jocara is een geslacht van vlinders van de familie snuitmotten (Pyralidae), uit de onderfamilie Epipaschiinae.

## Soorten
- J. albimedialis Hampson, 1906
- J. angusta Inoue, 1988
- J. cataphanes Turner, 1913
- J. fragilis Walker, 1863
- J. gillalis Schaus, 1925
- J. kiiensis Marumo, 1921
- J. malefica Meyrick, 1934
- J. marchiana Schaus, 1922
- J. mirandalis Caradja, 1925
- J. nana Schaus, 1912
- J. nigrisquama Dognin, 1904
- J. noloides Hampson, 1916
- J. olivescens Druce, 1902
- J. parallelalis Hampson, 1916
- J. pictalis Hampson, 1906
- J. rubralis Hampson, 1916
- J. rufescens Hampson, 1896
- J. theliana Schaus, 1922
- J. thilloa Schaus, 1922
- J. venezuelensis Amsel
- J. vinotinctalis Caradja, 1927
- J. viridibasalis Caradja, 1932